# دوازده صندلی (فیلم ۱۹۶۲)
دوازده صندلی (اسپانیایی: Las doce sillas‎) فیلمی در ژانر درام و کمدی به کارگردانی توماس گوتییرز آلئا است که در سال ۱۹۶۲ منتشر شد.

این فیلم بر اساس رمانی روسی ساخته شده است. رمان روسی با همین عنوان «دوازده صندلی»، تاکنون بیش از 17 بار این رمان به فیلم سینمایی تبدیل شده است. کتاب دوازده صندلی یکی از مشهورترین کتاب‌های طنز در روسیه است. این رمان، که توسط ایلیا ایلف و یوگنی پتروف نوشته شده، با داستانی پرکشش و با طنزی عمیق به شوروی بعد از انقلاب اکتبر می‌پردازد. کتاب دوازده صندلی به حدی در میان مردم روسیه محبوب است که برخی از جملات و تکیه‌کلام‌های شخصیت اصلی آن به ضرب‌المثل تبدیل شده است.